# Синя сврака
Синя сврака (Cyanopica cyanus) е вид птица от семейство Вранови (Corvidae).

## Разпространение и местообитание
Разпространен е в Испания, Китай, Монголия, Португалия, Русия, Северна Корея, Южна Корея и Япония.